# Планківський час
Час Пла́нка, або пла́нківський час (tP) — одиниця часу в планківській системі одиниць, величина, що має розмірність часу та, як і інші планківські одиниці, складена з добутку фундаментальних констант у відповідних степенях. Фізичний зміст цієї величини — час, за який частка, рухаючись із швидкістю світла, подолає планківську довжину. Планківська система одиниць названа на честь німецького фізика Макса Планка.
За визначенням,
{\displaystyle t_{P}={\sqrt {\frac {\hbar G}{c^{5}}}}\approx } 5.39121(40)×10−44 c, де:
{\displaystyle \hbar =h/2\pi } — зведена стала Планка,
{\displaystyle G} — гравітаційна стала,
{\displaystyle c} — швидкість світла у вакуумі,
с — одиниця вимірювання часу в системі SI, (секунда).
Дві останні цифри у дужках позначають стандартну похибку обчисленого значення.

## Фізичний зміст
Планківський час — це єдина комбінація степенів гравітаційної сталої, швидкості світла та квантової сталої Планка, яка має розмірність часу. Оскільки ця величина походить з простого аналізу розмірностей, в якому ігноруються безрозмірний множник, саме планківський час не має точного фізичного змісту. Наразі[коли?], час Планка дає приблизний масштаб часу, на якому стають суттєвими ефекти квантової гравітації. Природа цих ефектів, а також точне значення часової сталої, на якій вони відбуваються, визначається теорією квантової гравітації. Усі наукові експерименти та проміжки часу з людського досвіду відбуваються на мільярдах мільярдів мільярдів планківських часів. Навіть найменший експериментально виміряний проміжок часу (на 2014 р.), який становить 12 атосекунд (1,2× 10-17 с), перевищує величину планківського часу на 26 порядків. Для порівняння: на стільки ж порядків одна наносекунда (10−9 с) менша за час, що пройшов з моменту Великого Вибуху (≈13,6 млрд років).

## Потенційне застосування
Час Планка є характерним масштабом часу у деяких теоріях

### Космічна інфляція
Згідно теорії космічної інфляції, на ранніх стадіях свого існування Всесвіт розширявся експоненційно, збільшуючись вдвічі за час Планка. Завдяки цьому, Всесвіт за долі секунди досяг астрономічних розмірів. Теорія космічної інфляції дозволяє пояснити кілька властивостей всесвіту, наприклад його плоскість і ізотропність. Незважаючи на те, що теорія інфляційного роздування багатьма вченими вважається найбільш перспективною, прямих її підтверджень ще не знайдено. Крім того, існують і деякі альтернативні гіпотези, наприклад модель струнного газу.

### Теорія струн
Згідно теорії струн, всі елементарні частинки є одномірними «струнами», що коливаються з різними частотами. Характерний масштаб теорії струн відповідає планківському, тому час Планка є типовим періодом коливання для них.

### Квантування часу
У деяких варіантах квантової теорії поля постулюється, що простір-час має дискретну структуру, що дозволяє уникнути деяких проблем, пов'язаних з квантуванням гравітації. У такому випадку, розміром квантів простору-часу стають довжина і час Планка.